# Медвянець сивоспинний
Медвя́нець сивоспинний (Melidectes ochromelas) — вид горобцеподібних птахів родини медолюбових (Meliphagidae). Ендемік Нової Гвінеї.

## Поширення і екологія
Сивоспинні медвянці живуть у вологих гірських і рівнинних тропічних лісах Нової Гвінеї.